# Fernanda Pivano

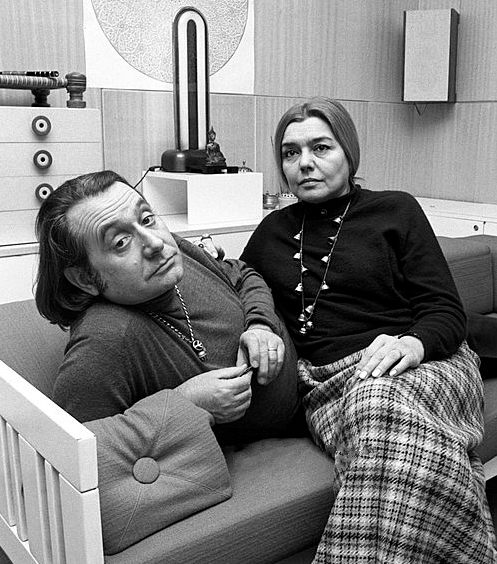
Fernanda Pivano con su esposo Ettore Sottsass en su hogar en Milan, 1969.

Fernanda Pivano (18 de julio de 1917-18 de agosto de 2009) fue una escritora, periodista, traductora y crítica italiana. 

## Biografía
Nació en Génova, siendo adolescente se mudó con su familia a Torino donde estudia en el Liceo Massimo D'Azeglio. En 1941 se gradúa de bachiller con una tesis sobre la obra Moby Dick de Herman Melville, lo que la hace acreedora a un premio otorgado por el Centro de Estudios Norteamericanos en Roma. En 1943 Einaudi publica su primer traducción, parte de Spoon River Anthology de Edgar Lee Masters. Ese mismo año se gradúa en filosofía.
En 1948, Pivano conoce a Ernest Hemingway, y comienza una intensa relación de colaboración profesional y amistad. Al año siguiente Mondadori publica su traducción de Adiós a las armas. En 1956 viaja por primera vez a Estados Unidos. A lo largo de su vida profesional contribuyó a la difusión de los más importantes escritores norteamericanos en Italia, desde los grandes íconos de los alocados años veinte, como F. Scott Fitzgerald, Dorothy Parker y William Faulkner, pasando por los escritores de la década de 1960 (Allen Ginsberg, Jack Kerouac, William S. Burroughs, Gregory Corso, Lawrence Ferlinghetti), hasta los jóvenes escritores de décadas recientes incluidos Jay McInerney, Bret Easton Ellis, David Foster Wallace, Chuck Palahniuk y Jonathan Safran Foer. Pivano también se interesó en la cultura afroamericana, por ejemplo publicó muchas versiones italianas de los libros de Richard Wright. En 1980 y nuevamente en 1984 Pivano entrevista a Charles Bukowski en su hogar en San Pedro, California. Estas entrevistas le sirvieron luego de base para el libro, «Charles Bukowski, Laughing with the Gods» que publica en el 2000. 
En el verano del 2001 recorre Estados Unidos para filmar el documental A Farewell to Beat, escrito por Andrea Bempensante y dirigido por Luca Facchini. La película es una celebración de la Generación Beat con entrevistas a destacados escritores norteamericanos, incluidos Jay McInerney, Bret Easton Ellis y Lawrence Ferlinghetti.
Pivano también escribió sobre música popular y era una admiradora de Fabrizio De André y Bob Dylan. En el 2006 Pivano decide relatar nuevamente la Spoon River Anthology en el libro «Spoon River, ciao» (Dreams Creek, 2006), donde textos inéditos describen las fotografías tomadas por William Willinghton en los sitios descritos por Edgar Lee Masters en su Antología.

## Obras
- 1947: La balena bianca e altri miti, Mondadori.
- 1964: America rossa e nera, Vallecchi.
- 1972: Beat Hippie Yippie, Arcana.
- 1976: Mostri degli Anni Venti, Formichieri.
- 1976: C'era una volta un Beat, Arcana 1976.
- 1971: L'altra America negli Anni Sessanta, Officine Formichieri.
- 1982: Intervista a Bukowski, Sugar.
- 1985: Biografia di Hemingway, Rusconi.
- 1986: Cos'è più la virtù, Rusconi.
- 1988: La mia kasbah, Rusconi.
- 1955: La balena bianca e altri miti, Il Saggiatore.
- 1996: Altri amici, Mondadori.
- 1996: Amici scrittori, Mondadori.
- 2001: Hemingway, Rusconi.
- 1997: Dov'è più la virtù, Marsilio.
- 1997: Viaggio americano, Bompiani.
- 1997: Album americano. Dalla generazione perduta agli scrittori della realtà virtuale, Frassinelli.
- 2000: I miei quadrifogli, Frassinelli.
- 2000: Dopo Hemingway. Libri, arte ed emozioni d’America, Pironti.
- 2001: Una favola, Pagine d'arte.
- 2002: Un po' di emozioni, Fandango.
- 2002: Mostri degli anni Venti, La Tartaruga.
- 2002: De André il corsaro, with C. G. Romana e M. Serra, Interlinea.
- 2004: The beat goes on, Mondadori.
- 2006: Spoon River, ciao with pictures by William Willinghton, Dreams Creek.
- 2006: Ho fatto una pace separata, Dreams Creek.
- 2007: Lo scrittore americano e la ragazza perbene, Tullio Pironti Editore.
- 2008: Complice la musica, BUR.
- 2008: Diari (1917–1973), a cura di Enrico Rotelli con Mariarosa Bricchi, Bompiani.
- 2010: Diari/2 (1974–2009), a cura di Enrico Rotelli con Mariarosa Bricchi, Bompiani.
- 2010: Libero chi legge, Mondadori.
- 2011: Leggende americane, Bompiani.